# 2006 FIFA World Cup (videojuego)
2006 FIFA World Cup es el juego oficial de la Copa Mundial de Fútbol 2006, creado por EA Sports. Fue estrenado simultáneamente en las consolas de GameCube, PC, PlayStation 2, Xbox, Xbox 360, y para las consolas portátiles como GameBoy Advance y Nintendo DS, el 24 de abril de 2006. En Europa fue estrenado el 28 de abril de 2006. La versión de PlayStation Portable fue estrenada el 22 de mayo de 2006 y en Europa vio la luz el 19 de mayo de 2006. Hay nueve regiones distintas que cuentan con un jugador importante para cada una.

## Jugabilidad
El juego permite a los jugadores a participar en la Copa Mundial FIFA 2006 y tomar el control de una de las 127 selecciones nacionales. Desde el lanzamiento del juego 2002 FIFA World Cup, los menús se han rediseñado y tiene más opciones. Incluso incluye un mapa de satélite cuando los países optan por jugar en un partido amistoso. El soporte en línea está previsto clasificados y sin clasificar partidos en PC, PlayStation 2, Xbox y Xbox 360. El servicio en línea ofrece grupos de presión, de clasificación y un modo de desafío global, donde el jugador puede jugar a través de más de cuarenta escenarios históricos Copa del Mundo, e incluso cambiar la historia.
Al jugar en línea y en modo de un jugador, al ganar partidos o desafíos, los jugadores pueden comprar uniformes antiguos, jugadores históricos, balones de fútbol, botas, y modalidades de juego.

## Equipos
Sudamérica (Conmebol)
| - Argentina - Bolivia - Brasil - Chile | - Colombia - Ecuador - Paraguay | - Perú - Uruguay - Venezuela |

Norte, Centroamérica y el Caribe (Concacaf)
| - Canadá - Costa Rica - El Salvador - Estados Unidos - Guatemala | - Honduras - Jamaica - México - Nicaragua | - Panamá - San Cristóbal y Nieves - San Vicente y Las Granadinas - Trinidad y Tobago |

Europa (UEFA)
| - Albania - Alemania - Andorra - Armenia - Austria - Azerbaiyán - Bielorrusia - Bélgica - Bosnia | - Bulgaria - Croacia - Rep. Checa - Chipre - Dinamarca - Escocia - Eslovaquia - Eslovenia - España | - Estonia - Finlandia - Francia - Gales - Georgia - Grecia - Holanda - Hungría - Inglaterra | - Islandia - Islas Feroe - Irlanda - Irlanda del Norte - Israel - Italia - Kazajistán - Letonia - Liechtenstein | - Lituania - Luxemburgo - Macedonia - Malta - Moldavia - Noruega - Polonia - Portugal | - Rumania - Rusia - San Marino - Serbia y Montenegro - Suecia - Suiza - Turquía - Ucrania |

África (CAF)
| - Argelia - Angola - Benín - Botsuana - Burkina Faso - Camerún - Cabo Verde - Costa de Marfil - Congo - R.D. del Congo - Chad | - Egipto - Gabón - Ghana - Guinea - Kenia - Liberia - Libia - Malaui - Malí - Marruecos - Níger | - Nigeria - Ruanda - Senegal - Sudáfrica - Sudán - Togo - Túnez - Uganda - Zambia - Zimbabue |

Asia (AFC)
| - Arabia - Baréin - Corea Del Norte - Corea Del Sur - China | - Hong Kong - India - Irán - Irak - Japón | - Kuwait - Pakistán - Uzbekistán - Vietnam |

Oceanía (OFC)
| - Australia - Fiyi | - Nueva Zelanda - Islas Salomón | - Tahití - Vanuatu |

## Estadios

#### Sedes del Mundial
- Olympiastadion
- FIFA World Cup Stadium, Dortmund
- FIFA World Cup Stadium, Múnich
- Gottlieb-Daimler-Stadion
- FIFA World Cup Stadium, Gelsenkirchen
- FIFA World Cup Stadium, Frankfurt
- FIFA World Cup Stadium, Cologne
- FIFA World Cup Stadium, Hanover
- Zentralstadion
- Frankenstadion
- Fritz-Walter-Stadion
- FIFA World Cup Stadium, Hamburg

### Otros Estadios
- Millenium Stadium
- Világ Stadium
- Azteca Stadium
- Capital Arena
- Curaca Stadium
- Muluc Stadium
- Tashi Deleh Stadium
- Tuan jie Stadium
- Maunga Stadium
- Maluhia Stadium
- Salam Stadium
- Umoja Arena

## Banda sonora
| - Calanit - Do-Dee-Dee-Deem-Dum (Sculptured) - Damien J. Carter - What World - Depeche Mode - A Pain That I Am Used To (Jacques Lu Cont Remix) - Die Raketen - Tokyo, Tokyo - DT8 Project & Mory Kanté - Namara - Du Souto - Ie Mae Jah - F4 - La prima volta - Fischerspooner - Never Win - Frank Popp Ensemble - Love Is on Our Side - Furius Kay & Lou Valentino - People Shining - Gabin & China Moses - The Other Way Round - Howard Jones - And Do You Feel Scared (The Eric Prydz Mix) - Ivy Queen - Cuéntale - KES - The Calling - Lady Sovereign - 9 to 5 - Ladytron - Destroy Everything You Touch - Mando Diao - Down in the Past (Moonbootica Remix) | - Masrhon - Sobremesa - Mattafix - Big City Life - Maximus Dan - Fighter - Men, Women & Children - Dance in My Blood - Nortec Collective - Tijuana Makes Me Happy - Ojos de Brujo - Tiempo de drumba - Polinesia - Aloha - Resin Dogs & Mystro & Hau - Definition - Sérgio Mendes & Black Eyed Peas - Más que nada - Sneaky Sound System - Hip Hop Hooray (Dub Mix) - Stefy Rae - Chelsea - Swami - DesiRock - The Go! Team - The Power Is On - Tip Top - Tip Top - Urban Puppets - Sweat - Vanness Wu - Poker Face1 - Voicst - Whatever You Want from Life - Zola featuring Maduvha - X Girlfriend |

1 Aunque el juego se llama "Poker Face", el nombre real de la canción es "Friday Night".

## Modos de juego

### Desafío Global
En este modo de juego se deben realizar objetivos variados para obtener bonificaciones en puntos a partir de los resultados de un partido que inicia con tiempo y resultados predeterminados, existen medallas de bronce (Si se logra solo el Objetivo Mayor), de plata (Objetivo Mayor, más un objetivo secundario) y de oro (Objetivo Mayor, y los dos objetivos secundarios) como modo de premiación y de bonificación; entre más metas se cumplen, se obtienen mayores puntajes.
Hay 40 partidos disponibles, divididos por confederación; 8 de equipos europeos de partidos de algún Mundial de Balompié, 7 de equipos africanos, 4 de Norteamérica, 7 de Sudamérica, 4 del Asia y 3 de Oceanía) de partidos clasificatorios, más 7 finales de Mundiales de Balompié anteriores al 2006 (Suecia 1958, Inglaterra 1966, Alemania Federal 1974, Argentina 1978, México 1986, Estados Unidos 1994 y Francia 1998) que para acceder a jugar a ellos se deben obtener en todos los desafíos al menos, una medalla.
- Sudamérica (CONMEBOL)

| Nombre del Desafío       | Resultado Parcial       | Inicio del partido | Evento                                 | Resultado Final real         | Objetivo Mayor              |
| Ecuación simple          | Ecuador 1 - Venezuela 0 | 45:00              | Clasificatorias (2003) - Alemania 2006 | Ecuador ganó 2-0 a Venezuela | Victoria ecuatoriana        |
| Fiesta Zamba             | Brasil 0 - Chile 0      | 10:00              | Clasificatorias (2005) - Alemania 2006 | Brasil ganó 5-0 a Chile      | Ganar por 5 goles a Chile   |
| Gigantes Sudamericanos   | Argentina 0 - Brasil 0  | 00:00              | Clasificatorias (2005) - Alemania 2006 | Argentina ganó 3-1 a Brasil  | Victoria argentina          |
| Llorando en Argentina    | Argentina 3 - Uruguay 0 | 45:00              | Clasificatorias (2004) - Alemania 2006 | Argentina ganó 4-2 a Uruguay | Evitar la derrota uruguaya  |
| Montaña Colombiana       | Uruguay 2 - Colombia 0  | 55:00              | Clasificatorias (2005) - Alemania 2006 | Uruguay ganó 3-2 a Colombia  | Victoria colombiana         |
| Noche de Rojos y Blancos | Paraguay 1 - Bolivia 1  | 47:00              | Clasificatorias (2005) - Alemania 2006 | Paraguay ganó 4-1 a Bolivia  | Ganar por 3 goles a Bolivia |
| Perú por tú              | Chile 2 - Perú 1        | 71:00              | Clasificatorias (2003) - Alemania 2006 | Chile ganó 2-1 a Perú        | Evitar la derrota chilena   |

- Norteamérica (CONCACAF)

| Nombre del Desafío      | Resultado Parcial                                    | Inicio del partido | Evento                                    | Resultado Final real                     | Objetivo Mayor                |
| Erupción Volacanica     | El Salvador 1 - Honduras 3                           | 72:00              | Clasificatorias (2000) - Corea-Japón 2002 | El Salvador perdió 2-5 contra Honduras   | Evitar la derrota salvadoreña |
| Más allá de la frontera | E.E.U.U 0 - México 0                                 | 00:00              | Clasificatorias (2005) - Alemania 2006    | EE. UU ganó por 2-0 a México             | Ganar por dos goles a México  |
| ¡Oh, Canadá!            | Canadá 0 - Costa Rica 1                              | 80:00              | Clasificatorias (2004) - Alemania 2006    | Costa Rica 1-0 a Canadá                  | Victoria costarricense        |
| Todos Santos            | Sn. Kitts y Nevis 0 - Sn. Vicente y las Granadinas 1 | 45:00              | Clasificatorias (2004) - Alemania 2006    | San Vicente ganó 3-0 a San Kitts y Nevis | Victoria sancristobaleña      |

- Europa (UEFA)

| Nombre del Desafío  | Resultado Parcial              | Inicio del partido | Evento                          | Resultado Final real                                                       | Objetivo Mayor              |
| Cuando en Roma      | Italia 0 - Polonia 2           | 45:00              | Primera fase - Alemania 1974    | Italia perdió 1-2 contra Polonia                                           | Evitar la derrota italiana  |
| Escocia, la brava   | Escocia 1 - Holanda 1          | 47:00              | Primera fase - Argentina 1978   | Escocia ganó 3-2 contra Holanda                                            | Ganar por 3 goles a Holanda |
| Inglaterra espera   | Inglaterra 0 - Alemania 1      | 60:00              | Semifinal - Italia 1990         | Empate 1-1: Inglaterra perdió en la Tanda de penales (3-4) contra Alemania | Victoria inglesa            |
| Lotería Rumana      | Rumania 2 - Suecia 2           | 120:00             | Cuartos de final - EE. UU 1994  | Empate 2-2: Rumania perdió en la Tanda de penales (4-5) contra Suecia      | Victoria rumana             |
| Reino en España     | España 0 - Irlanda del Norte 1 | 47:00              | Primera fase - España 1982      | Irlanda del Norte ganó 0-1 contra España                                   | Victoria norirlandesa       |
| Sensaciones Croatas | Croacia 1 - Francia 2          | 69:00              | Semifinal - Francia 1998        | Croacia perdió 1-2 contra Francia                                          | Victoria croata             |
| Viva España         | España 1 - Italia 2            | 87:00              | Cuartos de final - EE. UU 1994  | España perdió 1-2 contra Italia                                            | Victoria española           |
| Vive La France      | Francia 0 - Dinamarca 2        | 67:00              | Primera fase - Corea/Japón 2002 | Francia perdió 0-2 contra Dinamarca                                        | Victoria francesa           |

- África (CAF)

| Nombre del Desafío                       | Resultado Parcial             | Inicio del partido | Evento                                    | Resultado Final real                        | Objetivo Mayor              |
| Concurso Congoleño                       | R.D.C 1 - R.C 0               | 75:00              | Clasificatorias (2000) - Corea-Japón 2002 | República del Congo perdió 0-2 contra R.D.C | Victoria congolés           |
| Costeo de Marfil                         | Costa de Marfil 1 - Camerún 2 | 45:00              | Clasificatorias (2005) - Alemania 2006    | Costa de Marfil perdió 2-3 contra Camerún   | Victoria marfileña          |
| La Guarida del León                      | Camerún 0 - Egipto 0          | 00:00              | Clasificatorias (2005) - Alemania 2006    | Empate 1-1                                  | Victoria camerunés          |
| Rolando, el Casbé                        | Marruecos 0 - Túnez 1         | 12:00              | Clasificatorias (2004) - Alemania 2006    | Empate 1-1                                  | Victoria marroquí           |
| Vuelo del Halcón                         | Senegal 0 - Togo 1            | 12:00              | Clasificatorias (2005) - Alemania 2006    | Empate 2-2                                  | Evitar la derrota senegalés |
| ¿Los muchachos están de regreso en Casa? | Sudáfrica 0 - Ghana 0         | 50:00              | Clasificatorias (2005) - Alemania 2006    | Ghana ganó 2-0 a Sudáfrica                  | Victoria sudáfricana        |
| Águilas voladoras                        | Nigeria 1 - Angola 0          | 06:00              | Clasificatorias (2005) - Alemania 2006    | Empate 1-1                                  | Victoria nigeriana          |

- Asia (AFC)

| Nombre del Desafío         | Resultado Parcial                   | Inicio del partido | Evento                                    | Resultado Final real                     | Objetivo Mayor      |
| Duelo en el Lejano Oriente | China 1 - Japón 0                   | 45:00              | Clasificatorias (1980) - España 1982      | China ganó 1-0 a Japón                   | Victoria china      |
| El Clásico Coreano         | Corea del Norte 0 - Corea del Sur 0 | 45:00              | Clasificatorias (1993) - EE. UU 1994      | Corea del Sur ganó 3-0 a Corea del Norte | Victoria norcoreana |
| Regreso a Calcuta          | India 0 - Japón 2                   | 61:00              | Clasificatorias (2004) - Alemania 2006    | Japón ganó 4-0 a India                   | Victoria hindú      |
| Rivales del Golfo          | Irak 0 - Irán 1                     | 65:00              | Clasificatorias (2001) - Corea/Japón 2002 | Irak perdió 1-2 contra Irán              | Victoria irakí      |

- Oceanía (OFC)

| Nombre del Desafío  | Resultado Parcial           | Inicio del partido | Evento                                 | Resultado Final real             | Objetivo Mayor                  |
| 13 Suertudo         | Nueva Zelanda 8 - Fiyi 0    | 60:00              | Clasificatorias (1981) - España 1982   | Nueva Zelanda ganó 13-0 a Fiyi   | Ganar por 13 goles a Fiyi       |
| Mentalidad Isleña   | Tahití 1 - Vanuatu 1        | 75:00              | Clasificatorias (2004) - Alemania 2006 | Tahití ganó 2-1 a Vanuatu        | Victoria tahitiana              |
| Reglas Australianas | Australia 3 - Is. Salomón 0 | 45:00              | Clasificatorias (2005) - Alemania 2006 | Australia ganó 7-0 a Is. Salomón | Ganar por 7 goles a Is. Salomón |

- Finales de la Copa Mundial

Suecia vs. Brasil (Suecia 1958)
Inglaterra vs. Alemania Federal(Inglaterra 1966)
Alemania Federal vs. Holanda (Alemania 1974)
Argentina vs. Holanda (Argentina 1978)
Argentina vs. Alemania Federal (México 1986)
Italia vs. Brasil (EE. UU. 1994)
Brasil vs. Francia (Francia 1998)

## Recepción
Por IGN y Gamespot evaluaron de la siguiente manera este juego en las diversas consolas donde fue estrenada:
- GameCube: 8.0, 8.0
- PC: 8.4, 8.1
- PlayStation Portable: 7.8, 8.4
- PlayStation 2: 8.4, 7.7
- Xbox: 8.4, 7.8
- Xbox 360: 8.4, 8.2
- Nintendo DS: 7.5, 7.0